# Airborne (album)
Airborne je debitantski solo album nekdanjega kitarista skupine Eagles, Dona Felderja, ki je bil posnet v času, ko je skupina razpadla. To je njegov edini solo album do albuma Road to Forever, ki je izšel leta 2012. Na albumu so sodelovali glasbeniki kot so Carlos Vega, Joe Vitale, Russ Kunkel, Tris Imboden, Timothy B. Schmit, Jeff Lorber, Paulinho Da Costa, Joe Lala, Kenny Loggins, Dave Mason in Albhy Galuten.
Napis Felderjevega priimka na ovitku albuma je parodija logotipa podjetja Fender, kar prikazuje podobnost besed Felder in Fender ter Felderjevo uporabo kitar Fender.

## Seznam skladb
Avtor vseh skladb je Don Felder, razen kjer je posebej napisano.
| Stran 1 | Stran 1       | Stran 1 |
| Št.     | Naslov        | Dolžina |
| ------- | ------------- | ------- |
| 1.      | „Bad Girls‟   | 4:48    |
| 2.      | „Winners‟     | 4:39    |
| 3.      | „Haywire‟     | 5:09    |
| 4.      | „Who Tonight‟ | 4:57    |

| Stran 2 | Stran 2                                                    | Stran 2 |
| Št.     | Naslov                                                     | Dolžina |
| ------- | ---------------------------------------------------------- | ------- |
| 1.      | „Never Surrender‟ (Felder, Kenny Loggins)                  | 4:17    |
| 2.      | „Asphalt Jungle‟                                           | 4:11    |
| 3.      | „Night Owl‟ (Felder, George "Chocolate" Perry, Joe Vitale) | 4:33    |
| 4.      | „Still Alive‟                                              | 4:48    |

## Osebje

### Glasbeniki
- Don Felder – solo vokali, kitare, klaviature, sintetizator
- George "Chocolate" Perry, George Hawkins, Nathan East – bas
- Jeff Lorber, Joe Vitale, Michael Murphy – klaviature
- Albhy Galuten, Anthony Marinelli – sintetizator
- Carlos Vega, Joe Vitale, Russ Kunkel, Tris Imboden – bobni
- Paulinho da Costa – tolkala
- James Pankow, Lee Loughnane – trobila
- Joe Vitale – flavta
- Dave Mason, Kenny Loggins, Timothy B. Schmit – spremljevalni vokali
- Johnny Mandel – godalni aranžma

### Produkcija
- Fotografija: Jim Shea
- Oblikovanje: Jeff Adamoff
- Inženirji: Don Felder, Doug Breidenbach, Greg Edward, Jim Nipar, Joel Moss, Carl Richardson, Steve Gursky
- Producent: Don Felder
- Remiks: Jim Nipar